# 1583 en science
| Années de la science : 1580 - 1581 - 1582 - 1583 - 1584 - 1585 - 1586    |
| Décennies de la science : 1550 - 1560 - 1570 - 1580 - 1590 - 1600 - 1610 |

Cet article présente les faits marquants de l'année 1583 en science.

## Événements

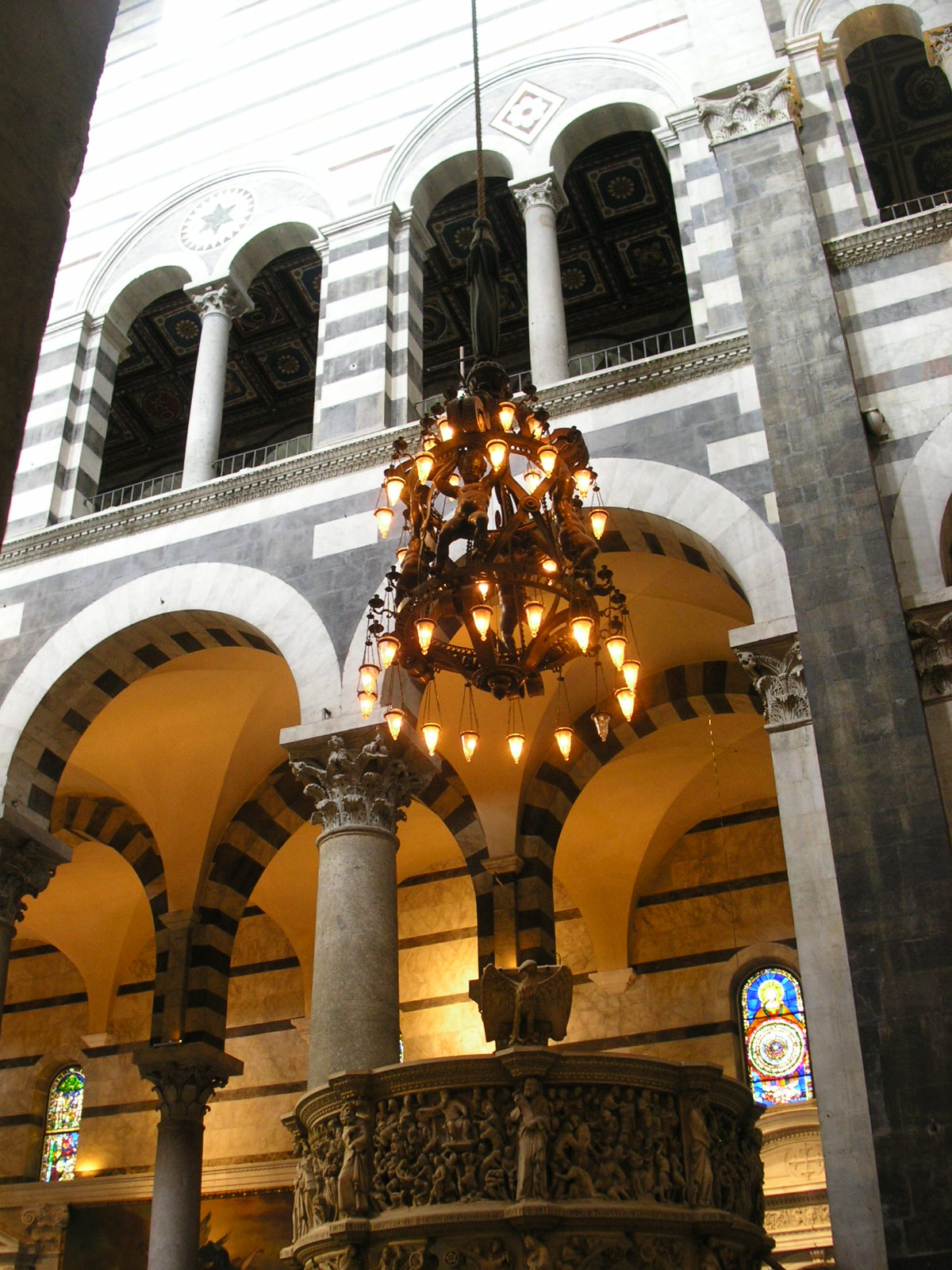
Le lustre de la cathédrale de Pise.

- Galilée aurait découvert, en chronométrant à l'aide de son pouls les oscillations d'un lustre de la cathédrale de Pise, les lois du pendulaire[1].
- Galilée est initié aux mathématiques par Ostilio Ricci, élève de Tartaglia[2].

## Publications
- Brice Bauderon : Pharmacopée, Lyon, 1583, in-8° ;
- Andrea Cesalpino : De plantis libri XVI, Florence, 1583 ;
- Rembert Dodoens : Stirpium historiae pemptades sex, 1583, ouvrage qui résume tous ses travaux ;
- Charles de L'Écluse : Rariorum aliquot stirpium, per Pannoniam, Austriam, & vicinas quasdam provincias observatarum historia, description des plantes d'Autriche et des régions voisines.
- Scaliger : De emendatione temporum, Paris, 1583. Travaux sur le fondement scientifique de la chronologie.
- Philip Barrow : The methode of phisicke conteyning the causes, signes, and cures of invvard diseases in mans body from the head to the foote. : VVhereunto is added, the forme and rule of making remedies and medicines, which our phisitians commonly vse at this day, with the proportion, quantitie, & names of ech [sic] medicine, Londres, Thomas Vautroullier, 1583 (lire en ligne). Ce manuel sera très lu et renommé dans le monde occidental de l'époque car il sera plusieurs fois réédité[3]..
- Thomas Fincke : Geometria rotundi dans lequel il étudie les fonctions trigonométriques en s'appuyant sur Regiomontanus. Il introduit en particulier les termes tangente et sécante ;
- Simon Stevin : Problemata geometrica, 1583.

## Naissances

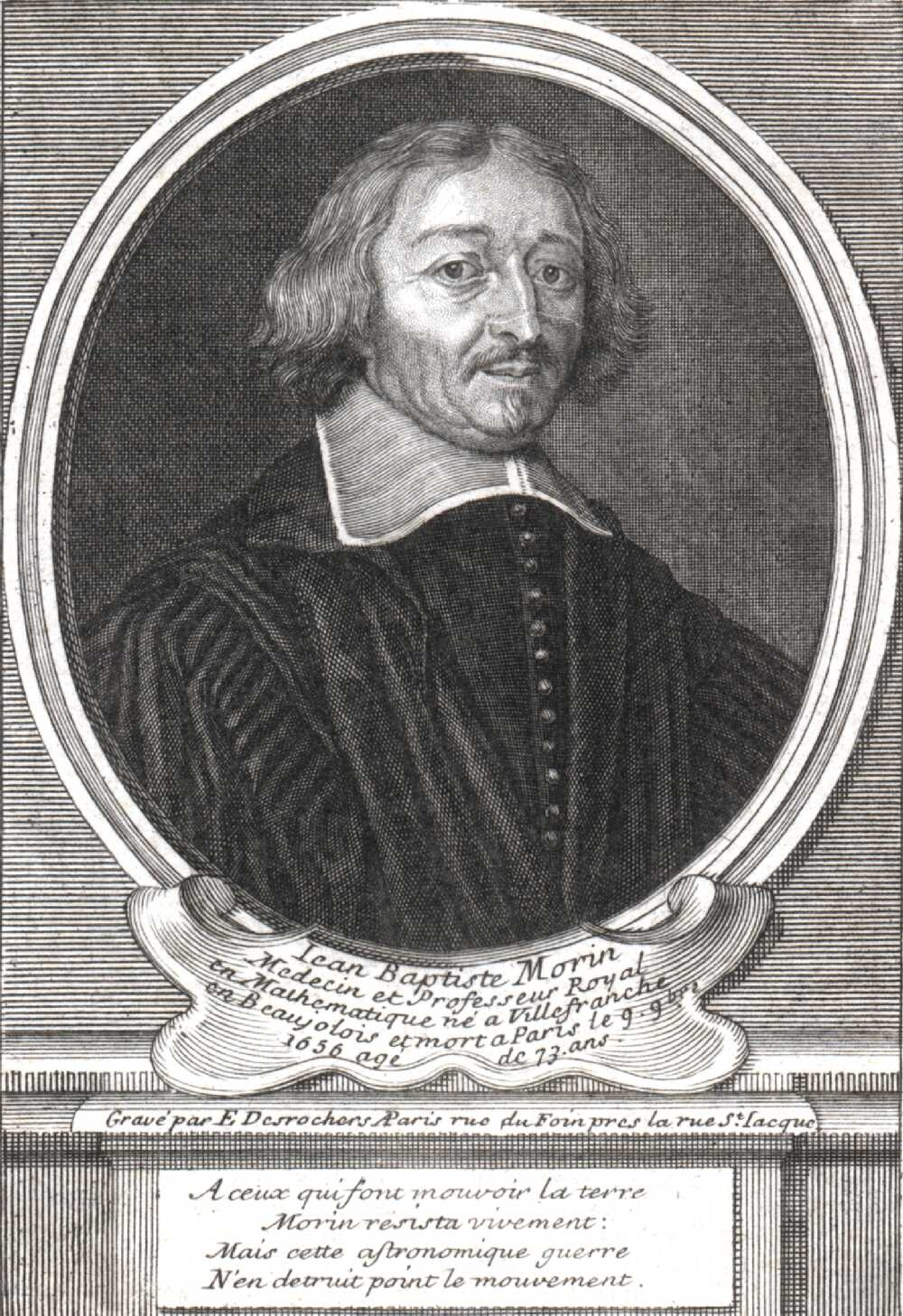
Jean-Baptiste Morin
Gravure par Étienne Desrochers.

- 29 janvier : Filippo Salviati (mort en 1614), astronome et savant italien[4].
- 23 février : Jean-Baptiste Morin de Villefranche (mort en 1656), mathématicien et astrologue français.
- 1er mai : Orazio Grassi (mort en 1654), jésuite, mathématicien, astronome et architecte italien.

- Jean Rey (mort en 1645), chimiste français.

## Décès
- 8 juillet : Fernão Mendes Pinto (né en 1509), écrivain, aventurier et explorateur portugais.
- 21 octobre : Laurent Joubert (né en 1529), médecin et chirurgien français.
- 31 décembre : Thomas Erastus (né en 1524), médecin et théologien suisse.